# Sun City (album)
 (juillet 2021).
Pour les articles homonymes, voir Sun City.
Ne doit pas être confondu avec Sin City.
 (janvier 2013).
Si vous disposez d'ouvrages ou d'articles de référence ou si vous connaissez des sites web de qualité traitant du thème abordé ici, merci de compléter l'article en donnant les références utiles à sa vérifiabilité et en les liant à la section « Notes et références ».
Sun City est un album rock militant proposé en 1985 par Artists United Against Apartheid, groupe fondé par Steven Van Zandt, pour protester contre l'apartheid en Afrique du Sud.

## Historique
Van Zandt, qui venait de quitter le E Street band de Bruce Springsteen voyageait en Afrique du Sud, recherchant l'inspiration pour son prochain album. Son attention fut attirée par le fait que l'apartheid fonctionnait sur le même modèle que les réserves indiennes : il s'intéressa en particulier à Sun City, un complexe hôtelier et de loisir inter-racial fondé par Sol Kerzner et situé au Bophuthatswana, un Bantoustan indépendant dirigé par les noirs au beau milieu d'une région rurale de l'ouest du Transvaal.
Les conditions de vie dans les bantoustans pouvaient être particulièrement rudes : la pauvreté des populations noires était aggravée par la politique menée par les oligarchies des bantoustans et par le fait que leurs frontières excluaient souvent les meilleures terres et les industries. Le chômage était très répandu.
Le Bophuthatswana, le plus riche d'entre eux, était un homeland désigné pour les Tswanas. Il fit longtemps figure de vitrine du développement séparé. Doté de ressources minières et d'un multipartisme réel, il était morcelé en 6 blocs épars. Ses revenus provenaient de ses industries situées sur ses terres ou à ses frontières dans l'ouest du Transvaal, mais aussi des casinos et des spectacles de striptease, interdits en Afrique du Sud car jugés immoraux. Des véritables villes de loisirs se construisirent alors, tel Sun City, constituant une source de revenus très lucrative pour l'oligarchie du bantoustan.

## La chanson
Van Zandt voulait écrire une chanson sur Sun City en faisant le parallèle avec les indiens d'Amérique. Il lui fallut plusieurs mois pour trouver les artistes acceptant de participer à l'enregistrement. Bruce Springsteen et Miles Davis furent les premiers à accepter ; suivirent Bob Dylan, Herbie Hancock, Ringo Starr, Lou Reed, Run DMC, Peter Gabriel, Darlene Love, Afrika Bambaataa, Kurtis Blow, Jackson Browne, U2, George Clinton, Keith Richards, Ron Wood, Bonnie Raitt, Hall and Oates, Jimmy Cliff, Big Youth, Peter Garrett, et Joey Ramone.Les sessions d'enregistrement furent filmées par le journaliste Danny Schechter de ABC News.
Cependant, la moitié des stations de radio américaines refusèrent de diffuser Sun City en raison des critiques explicites à l'égard de la politique du Président Ronald Reagan. Les stations R&B trouvèrent le morceau trop rock, alors que les stations rock le jugeait trop hip-hop. Sans surprise, la chanson fut interdite en Afrique du Sud. Van Zandt et Schechter durent se battre pour faire diffuser le documentaire The Making of "Sun City".
Malgré ces blocages, l'album et le simple rapportèrent plus d'un million de dollars au profit de projets anti-apartheid. En Afrique du Sud, Sun City incitera plus tard le musicien Johnny Clegg à créer une organisation locale similaire à "Sun City" et donnera naissance à la série TV South Africa Now TV. En 1993, Sun City sort sur CD.

## Titres
- Sun City par Artists Against Apartheid dont 
  - Zak Starkey, Ringo Starr (batterie)
  - Little Steven (chants, guitare)
  - Ray Barretto (chants, conga)
  - Peter Wolf, Kurtis Blow, Duke Bootee, David Ruffin, Eddie Kendrick, Joey Ramone, Jimmy Cliff, Daryl Hall, Lou Reed, Jackson Browne, Bob Dylan, Nona Hendryx, Kashif, Big Youth, Peter Garrett, Malopoets, Sonny Okosuns, Gil Scott-Heron, Afrika Bambaataa, Ruben Blades, Bono, George Clinton, Peter Gabriel, Linton Kwesi Johnson, Grandmaster Melle Mel, Bonnie Raitt, Run DMC, Bruce Springsteen, John Oates, Michael Monroe, Pat Benatar, Darlene Love (chants),
  - Pete Townshend, Stanley Jordan, Keith Richards, Ron Wood (guitares),
  - Shankar (violon double),
  - Clarence Clemons (saxophone),
  - Miles Davis (trompette),
  - Herbie Hancock, Richard Scher, Robbie Kilgore, Zoe Yanakis, (claviers),
  - Doug Wimbish (bass),
  - Ron Carter (basse acoustique),
  - Jam Master Jay, DJ Cheese (scratches),
  - Daryl Hannah, B.J. Nelson, Lotti Golden, Tina B., Kevin McCormick, The Dunnes Stores Strikers, Annie Brody, Dutka And The I.D., Robert Gordon, Steve Walker (chœurs)
- No More Apartheid par Peter Gabriel et Shankar
- Revolutionary Situation par Rap Artists from Artists Against Apartheid dont Keith Le Blanc et The News Dissector
- Sun City (Version II) par Artists Against Apartheid
- Let Me See Your ID par Rap and Jazz Artists from Artists Against Apartheid dont Gil Scott-Heron, Miles Davis, Grandmaster Melle Mel, Peter Wolf, Sonny Okosuns, Malopoets, Duke Bootee, Ray Barretto, Peter Garrett
- The Struggle Continues par Jazz Artists from Artists Against Apartheid dont Miles Davis, Stanley Jordan, Herbie Hancock, Sonny Okosuns, Ron Carter, Tony Williams, Richard Scher
- Silver And Gold par Bono avec Keith Richards et Ron Wood
- Sun City (The Last Remix) par Artists Against Apartheid